# 한국수달연구센터
한국수달연구센터(Korean Otter Research Center)는 수(水)생태계의 지표종인 수달의 연구, 증식, 복원사업 실행 및 탐방객의 환경교육을 통해 자연과학의 발전과 문화생활 향상에 이바지하기 위하여 설립된 기관으로 아시아 최초의 수달 전문연구시설이다. 2017년 2월 대한민국 환경부에 의해 서식지외보전기관으로 지정되었다. 강원특별자치도 화천군 간동면 간척월명로 869-129에 소재하고 있다.

## 연혁
- 2004년 2월 화천군 지원으로 한국수달연구센터 준비단 발족
- 2004년 6월 제9차 IUCN 국제수달총회 참가 및 제10차 총회 화천군으로 유치
- 2005년 3월 화천군 하남면 거례리 舊 거례분교에 한국수달연구센터 임시 사무소 개소
- 2005년 5월 독일수달연구센터와 상호협력 협정 조인
- 2006년 6월 수달 사육장 시설 완공
- 2007년 10월 제10차 IUCN 국제수달총회 개최
- 2012년 12월 신축 한국수달연구센터로 확장 이전
- 2013년 6월 한국수달연구센터 개관식 개최
- 2013년 11월 천연기념물 특별전시회 개최
- 2014년 6월 원주지방환경청 밀렵도구 및 야생동물사진 전시회
- 2015년 1월 DMZ 예술제 전시회

## 주요 업무

### 연구활동
- 수달 생태조사 수달의 생태, 서식지 환경에 관한 조사를 수행 흔적조사, 무선추적, 무인카메라 관찰 등의 방법으로 연구 수행
- 야생동물 생태조사 야생동물 및 멸종위기종에 관한 서식지 조사, 생태, 환경에 관한 조사 수행. 특히 사향노루, 산양, 담비, 여우, 스라소니등에 관심을 가지고 화천 DMZ지역을 중심으로 전국적인 범위로 연구 진행
- 대외협력업무 대학, 연구소, NGO, 외국 대학 등과 수달에 대한 공동학술연구 진행. IUCN Otter Specialist Group의 학술 멤버로서 국제 활동 지속
- 유전학적 연구 수달뿐만 아니라 다양한 야생동물의 사체, 털, 배설물을 이용한 DNA 분석 연구 수달연구센터 내에서 DNA분석실 설치 완료
- 학술발표활동 수달과 야생동물(멸종위기종, 천연기념물)에 관한 연구성과를 출판하고 기고하며, 관련 세미나, 심포지움 등을 개최 수달센터 전시관에서 각종 학술, 예술, 환경분야의 전시회(사진, 그림, 박제, 출판물) 개최

### 교육활동
- 강의, 실습, 동영상 관람 등 다양한 방법을 이용하여 교육을 실시하고 수달의 보존 필요성과 연구결과물을 전문가, 학생, 일반인들에게 교육

### 사육활동
- 수달사육 보호 중인 수달을 관리하는 업무로서 수달먹이활동, 사육장 청소 및 위생관리, 행동관찰(건강확인, 육안확인, CCTV확인), 치료 등을 실시하고 성체수달은 개체 증식연구 실시
- 새끼 수달 포육 새끼수달을 기르는 직무로서 새끼수달 먹이주기(통상4시간당 1식), 목욕, 치료, 물 적응훈련, 마이크로칩삽입 등을 실시
- 수달의 자연복귀가 원활할 수 있도록 복원훈련, 전파발신기삽입, 방사지선정, 외부환경조사 등을 실시하고, 방사 후에는 무선추적활동을 통해 생태조사 실시

## 같이 보기
- 한국수달보호협회
- 한국서식지외보전기관협회